# Bandha
Bandha (in sanscrito बन्ध) è un termine specifico dello Yoga che significa "chiudere", od anche "afferrare", "prendere". Esprime l'azione del fissaggio posturale eseguito contemporaneamente sia a livello fisiologico sia a livello delle energie interiori localizzate nei chakra, i centri vitali secondo lo Yoga. Esistono tre diversi livelli corporei in corrispondenza dei quali viene eseguito il cosiddetto fissaggio posturale (bandha) durante la pratica del prāṇāyāma (esercizio fondamentale dello Yoga e prerequisito per ogni altro tipo di esercizio yogico), 1º, 3º e 5º chakra. Uno degli scopi di questi fissaggi, sempre compiuti sia a livello fisiologico sia a livello energetico, è quello di favorire il flusso dell'energia vitale detta Kundalini dai chakra più bassi verso quelli superiori.
I fissaggi posturali sono gerarchicamente ordinati da quello fisiologicamente localizzato più in basso verso quello fisiologicamente localizzato più in alto e ciascuno di essi funge da prerequisito al successivo dal momento che le energie interiori (kundalini) fluiscono seguendo l'asse della colonna vertebrale (sushumna) a partire dalla loro radice fisiologicamente localizzata alla base degli organi genitali, fino al chakra più elevato fisiologicamente localizzato alla sommità del cranio.
Esistono quattro esecuzioni delle bandhas, in modo fra di loro separato oppure congiunto: Mula Bandha, Uddhyana Bandha, Jaladhara Bandha, Mahamanda.

## Mula Bandha
È il fissaggio posturale a livello della radice che coinvolge, a livello energetico, i due chakra inferiori: iniziando dallo "aswini mudra", cioè il fissaggio posturale dello sfintere anale e di quelli urogenitali, si avvia a livello energetico attraverso un opportuno ritmo del prāṇāyāma un'azione dapprima sul muladhara chakra, coinvolgendo poi con progressivi fissaggi posturali anche lo svadhishthana chakra. Questo fissaggio posturale della zona corporea che si estende dal perineo alla regione del coccige fino ad arrivare a circa 4 centimetri al di sotto dell'ombelico, costituisce l'azione conosciuta anche come "triplice fissaggio posturale della radice", cioè l'azione del "mulabandha".

## Uddiyana Bandha
È il fissaggio posturale a livello del diaframma e del plesso solare, corrispondente a livello energetico ai chakra mediani denominati manipura chakra e anahata chakra.

## Jalandhara Bandha
È il fissaggio posturale a livello della gola e delle vertebre cervicali fino al cranio, corrispondente a livello energetico ai tre chakra superiori: iniziando dal vishuddha chakra e relativo fissaggio posturale corrispondente alla zona fisiologica della gola e del rachide cervicale, coordinando il flusso delle energie interiori (kundalini) verso i centri superiori dello ajna chakra e del sahasrara chakra.

## Maha Bandha
È costituita dalla realizzazione congiunta dei tre fissaggi posturali (bandhas) precedenti, eseguiti in sinergia fra di loro.